# Спартак (кондитерська фабрика)

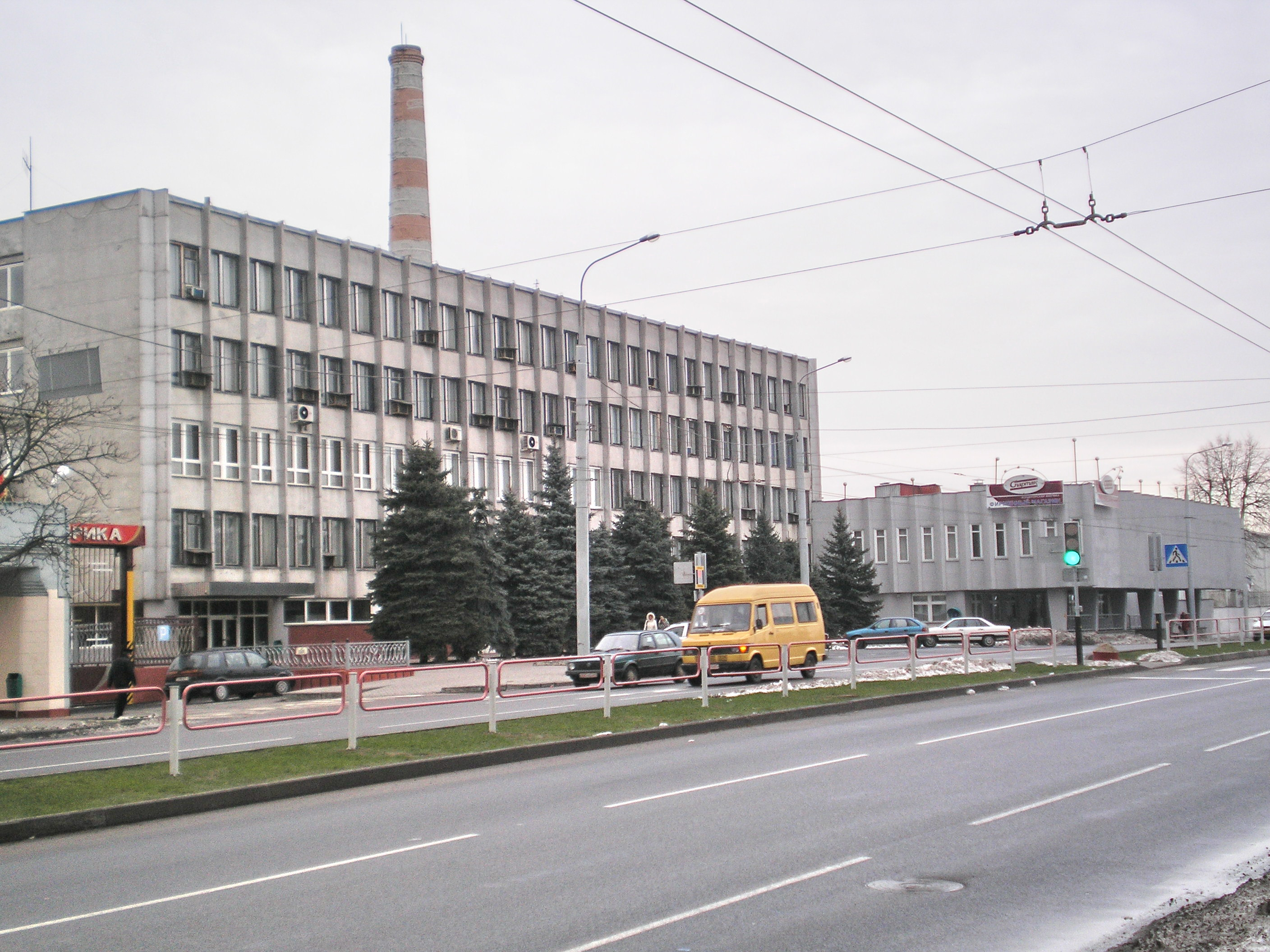
Один з корпусів фабрики і фірмовий магазин

«Спартак» — кондитерська фабрика в Гомелі, входить до складу концерну «Белгоспищепром». Випускає шоколад, шоколадні батончики, цукерки, карамель, вафлі та вафельні батончики, печиво, торти, також в асортименті продукція на фруктозі.

## Історія
Створена 4 червня 1924 року як кондитерська фабрика «Просвіт» на базі кондитерської майстерні. У 1927 році фабриці було присвоєно ім'я 10-річчя Жовтня. У 1927-1931 роках фабрика була розширена і реконструйована.
З 8 листопада 1931 року називається комбінат «Спартак».
Під час Другої світової війни обладнання евакуйовано до Пензи, після звільнення Гомеля комбінат відновлений на колишньому місці в 1944 році. На території фабрики відкрито меморіал пам'яті фронтовиків — працівників фабрики.
Комбінат перетворений у кондитерську фабрику в 1971 році, в наступні три роки введено в дію новий виробничий корпус, цехи: карамельний, роздрібно-шоколадний, цукерковий. Соціальна сфера включала клуб, дві бібліотеки, здоровпункт, бази відпочинку, піонертабір, ясла-сад.
У 1971 році працівниці фабрики апаратникові Риті Цекуновій присвоєно звання Героя Соціалістичної Праці.
У 1994 році перетворена в акціонерне товариство, з 1998 року — спільне білорусько-американське підприємство. Акціонери станом на 1 червня 2016 року виступають:
- фізичні особи — 32 % акцій,
- Фонд державного майна, Міністерства економіки Республіки Білорусь — 65,37 %,
- іноземне підприємство «Тріостар» — 1,18 %.
- інші юридичні особи — 1,45 %.